# Monestier-de-Clermont
Monestier-de-Clermont (zuvor: Clermont-en-Trièves) ist eine französische Gemeinde mit 1.463 Einwohnern (Stand: 1. Januar 2022) im Département Isère in der Region Auvergne-Rhône-Alpes. Sie gehört zum Arrondissement Grenoble und zum Kanton Matheysine-Trièves.

## Geographie
Die Gemeinde Monestier-de-Clermont liegt in der Landschaft Trièves zwischen dem Vercors-Massiv im Westen und dem Drac-Tal im Osten, etwa 25 Kilometer südsüdwestlich von Grenoble. Umgeben wird Monestier-de-Clermont von den Nachbargemeinden Sinard im Norden und Nordosten, Treffort im Osten, Roissard im Süden sowie Saint-Paul-lès-Monestier im Westen.
Durch die Gemeinde führen die Autoroute A51 und die frühere Route nationale 75 (heutige D1075).

## Geschichte
Im Zweiten Weltkrieg unter dem Vichy-Regime befand sich in Monestier-de-Clermont ab dem 31. August 1940 ein Arbeitslager der Chantiers de la jeunesse française in der ehemaligen Ziegelfabrik.

## Bevölkerungsentwicklung
| Jahr                       | 1962 | 1968 | 1975 | 1982 | 1990 | 1999 | 2006 | 2013 | 2021 |
| -------------------------- | ---- | ---- | ---- | ---- | ---- | ---- | ---- | ---- | ---- |
| Einwohner                  | 905  | 787  | 726  | 736  | 905  | 921  | 1104 | 1397 | 1447 |
| Quellen: Cassini und INSEE |      |      |      |      |      |      |      |      |      |

## Sehenswürdigkeiten
- Kirche Saint-Pierre aus dem 19. Jahrhundert
- Kapelle La Salette
- Schloss La Bardoneche, 1590 erbaut, teilweise Monument historique seit 1986
- Viadukt von Monestier

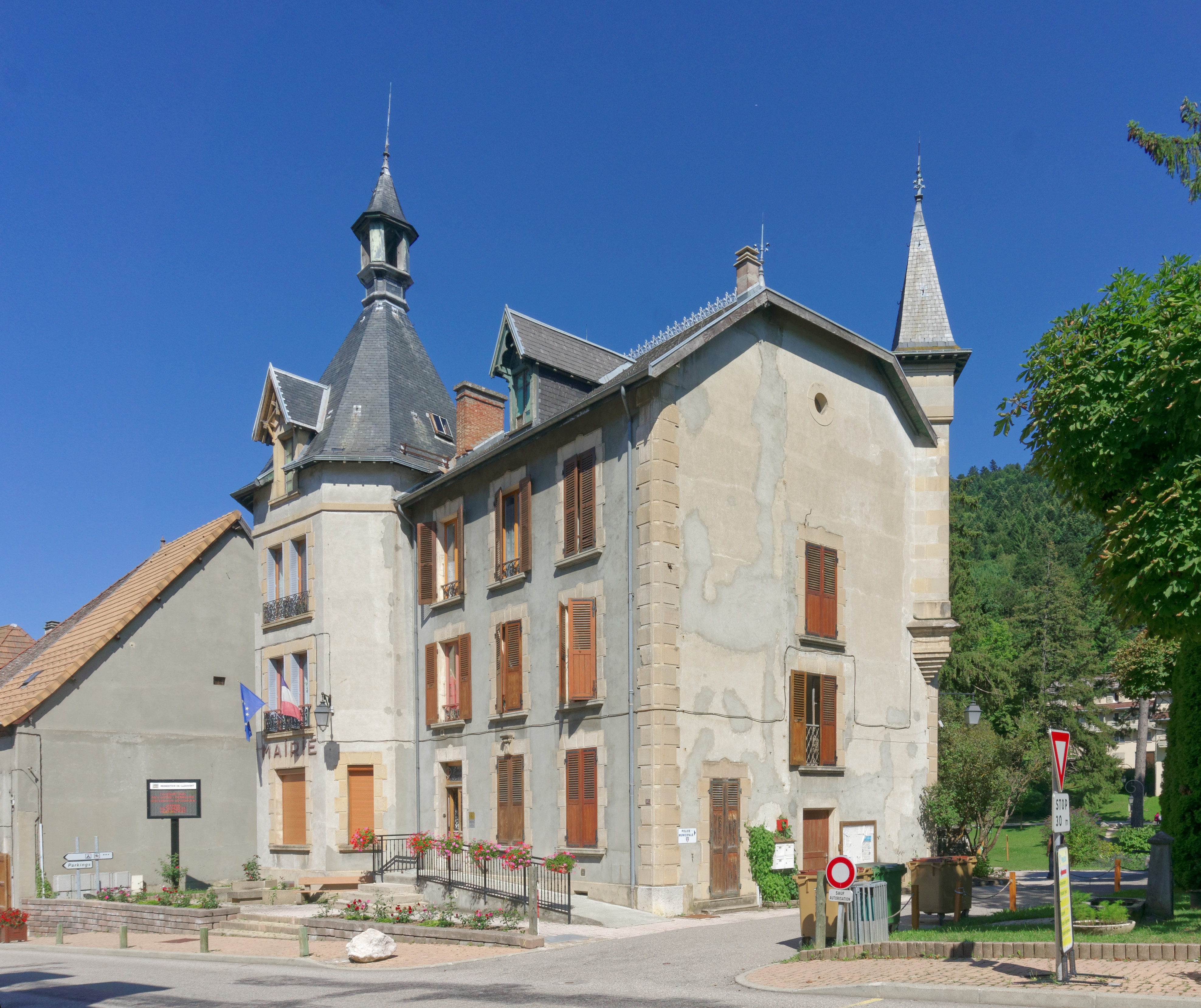
Rathaus (mairie)
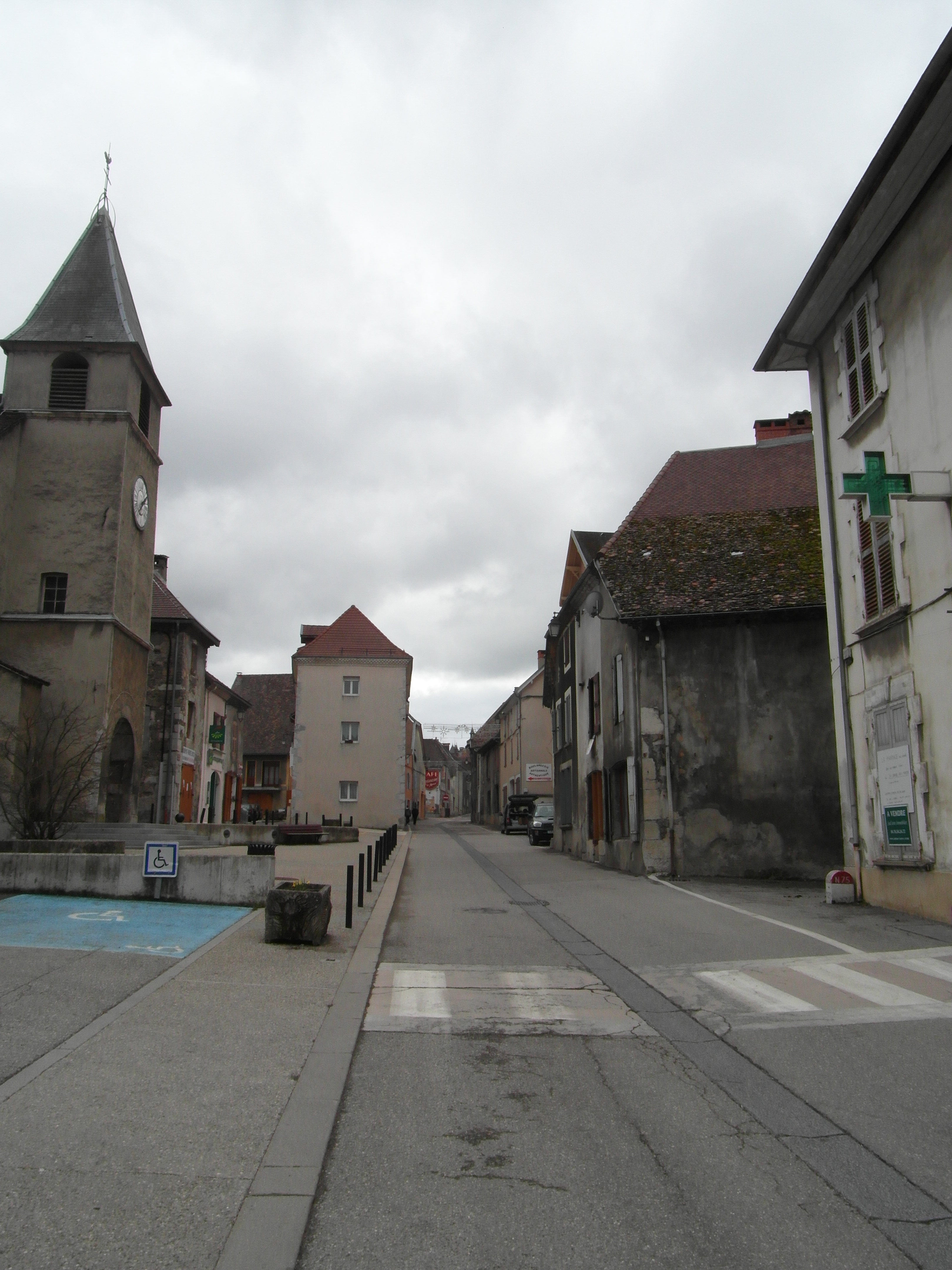
Hauptstraße von Monestier-de-Clermont mit Kirche
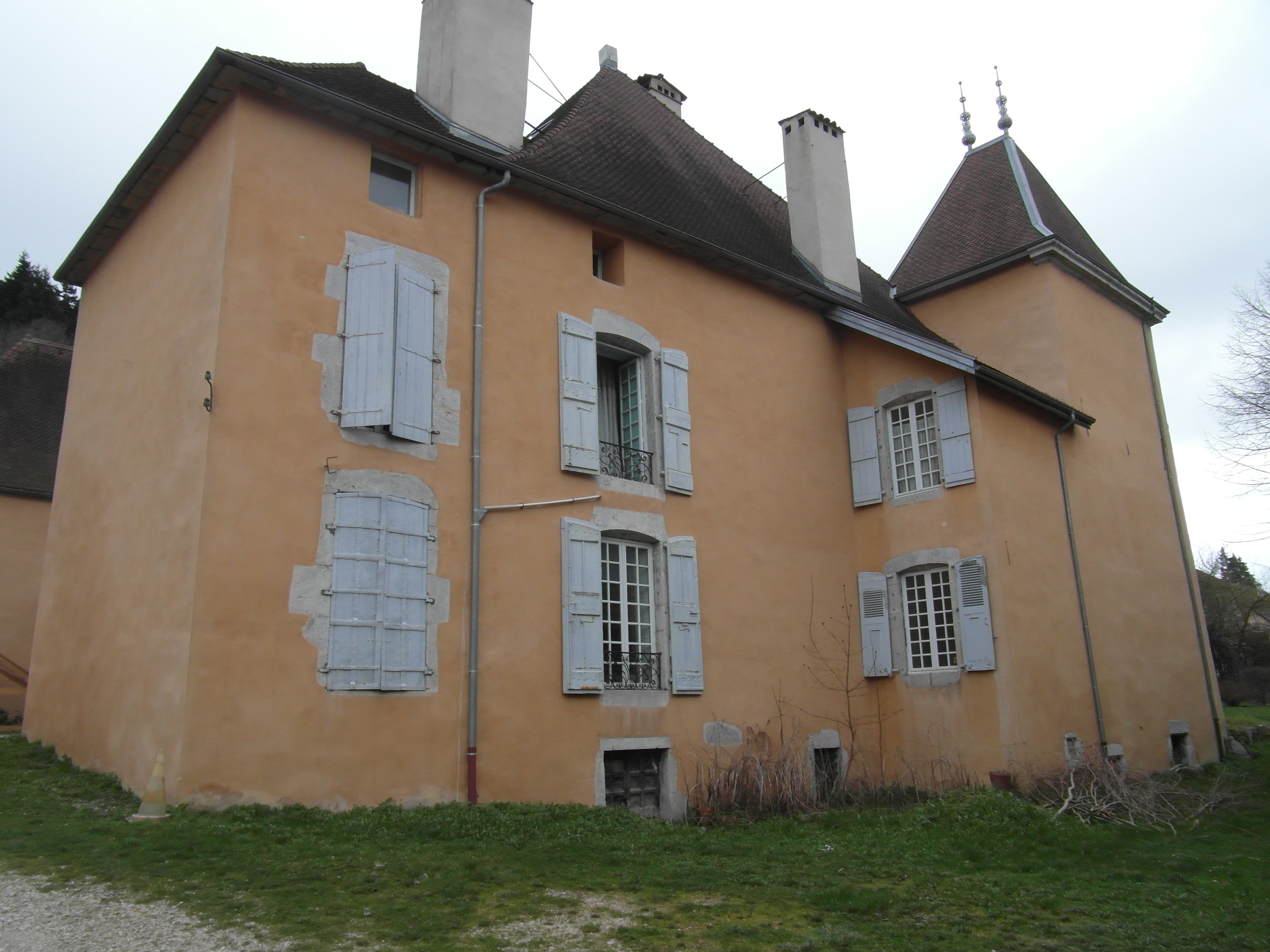
Schloss La Bardoneche
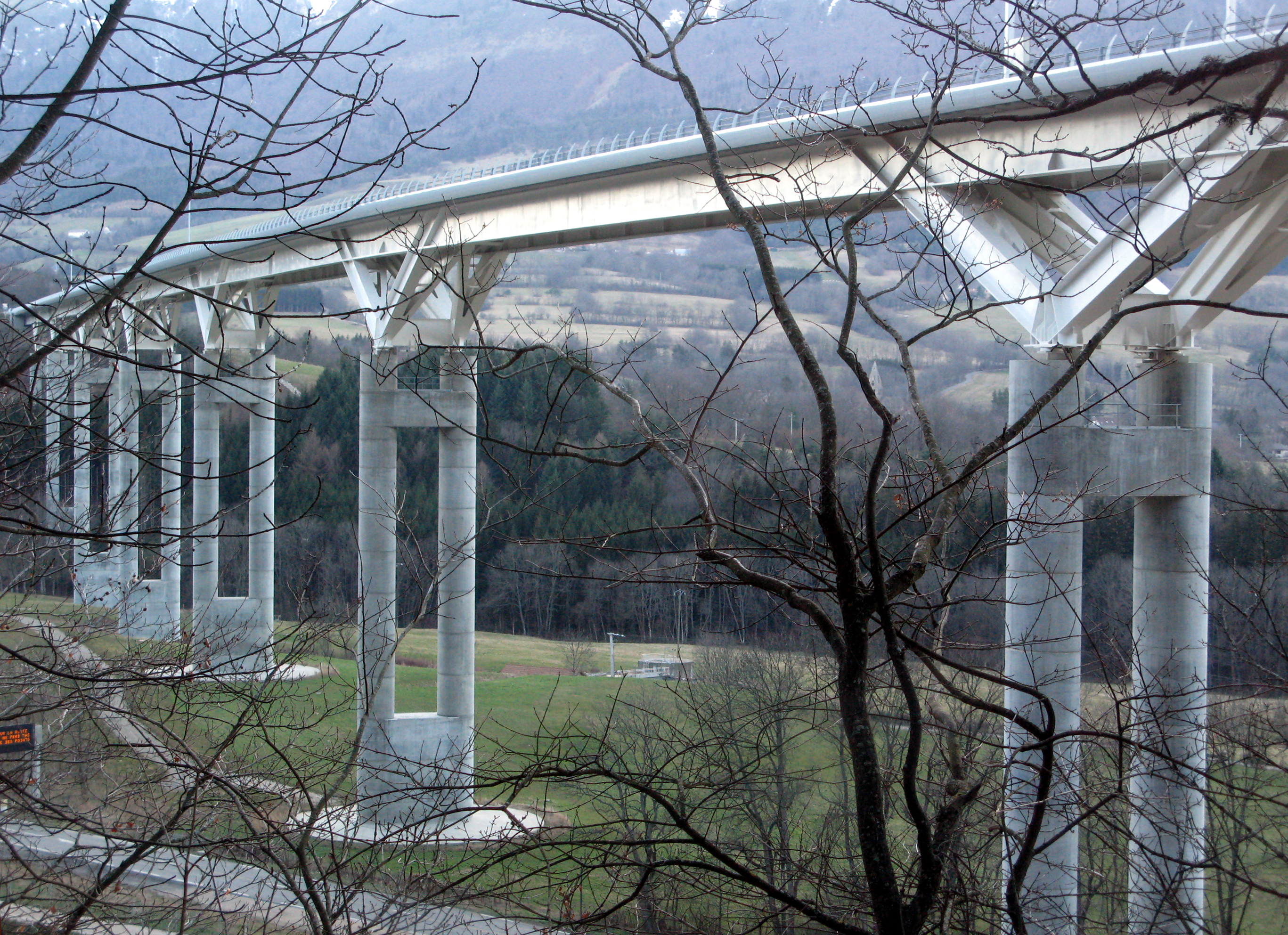
Viadukt der A51 bei Monestier-de-Clermont